# گویارد
گویارد (انگلیسی: Goyard) شرکت کالای لوکس فرانسوی است، که در سال ۱۸۵۳ تأسیس شد.